# Sarah Tritz
Pour les articles homonymes, voir Tritz.
 (septembre 2019).
Sarah Tritz née en 1980 est une plasticienne et une commissaire d'exposition française.

## Biographie
Sarah Tritz est diplômée en 2004 à l'École nationale supérieur des beaux arts de Lyon. Elle sculpte, dessine, créé des objets, des bijoux, des affiches. Elle mêle des objets du quotidien et des références à l'histoire de l'art. Elle monte ses expositions à partir d’œuvres empruntées ou copiées. Elle crée des ruptures de styles et confronte les formes pour créer un nouvel imaginaire. Ses expositions sont des parodies. Les titres sont empreints d'humour et de dérision. Elle fait dialoguer les œuvres. Pour J'aime le rose pâle et les femmes ingrates, exposition pour le Crédac en 2019, elle emprunte des œuvres d'art brut au musée d'Art moderne, d'Art contemporain et d'Art brut de Lille.
Elle vit et travaille à Paris.      

## Expositions
- Un Joyeux Naufrage !, Espace d’Art Contemporain Camille Lambert, Juvisy-sur-Orge, 2007.
- Capriccio cherche comtesse, Bétonsalon, Paris, 2008.
- Humain trop, École supérieure des beaux-arts de Valenciennes, 2010.
- Du fauteuil de mon roi rose, galerie Anne Barrault, Paris, 2011.
- Les Soleils Froissés, le CAP, Saint-Fons, 2011.
- l'Allée, galerie Anne Barrault, Paris, 2013.
- Une femme de trente ans, galerie Florent Tosin, Berlin, 2013.
- l'œuf et les sandales, Centre d’art contemporain, le parc Saint Léger, Pougues-les-Eaux, 2014.
- J'ai du chocolat dans le cœur, Les coopérateurs, Limoges, 2018.
- J'aime le rose pâle et les femmes ingrates, le Crédac, Ivry-sur-Seine, 2019.